# Nietzsche-Gesellschaft
La Nietzsche-Gesellschaft e. V. è una società scientifica con sede a Naumburg. Secondo il suo statuto, il suo obiettivo è "la promozione dello studio filosofico, interdisciplinare, scientifico e artistico-culturale sulla vita e l'opera di Friedrich Nietzsche".

## Storia
Il nome Nietzsche Gesellschaft e. V. fu utilizzato anche da una società fondata da Friedrich Würzbach nel 1919 e retta da Ernst Bertram, Hugo von Hofmannsthal, Thomas Mann, Richard Oehler, Leo Schestow e Heinrich Wölfflin, che fu sciolta dalla Gestapo nel 1943 e i cui documenti confiscati furono integrati nel Nietzsche-Archiv. Würzbach la rifondò nel dopoguerra; nel 1969 il nome fu cambiato in Nietzsche-Kreis München (Circolo Nietzsche di Monaco) e dal 1999 continuò le sue attività come Nietzsche-Forum München.
L'attuale Nietzsche-Gesellschaft fu fondata nel 1990 con il nome di Förder- und Forschungsgemeinschaft Friedrich Nietzsche e. V. ad Halle. Tra i membri fondatori vi erano accademici, politici e artisti che si sono occupati dell'opera di Friedrich Nietzsche in modi diversi in Oriente e in Occidente. Dal 2003, la società ha sede nella casa di Nietzsche a Naumburg. Il presidente della società è Marco Brusotti e il suo vice è Enrico Müller.
La società organizza conferenze internazionali annuali a Naumburg, un Nietzsche-Werkstatt che è un workshop per giovani accademici una volta all'anno a Schulpforta, ed eventi mensili di discussione filosofica. L'annuario  Nietzscheforschung è una delle principali pubblicazioni accademiche internazionali su Friedrich Nietzsche, edita da Akademie-Verlag per conto della società. L'annuario contiene i contributi ai seminari su Nietzsche, i contributi accademici alle conferenze annuali e un'ampia sezione di saggi e recensioni.
In collaborazione con la Nietzsche-Gesellschaft, dal 1996 il premio letterario dello Stato della Sassonia-Anhalt viene assegnato ogni tre anni come Premio Friedrich Nietzsche e consiste in una somma di 15.000 euro.

## Fondazione Friedrich Nietzsche e Centro di documentazione Nietzsche di Naumburg
L'iniziativa della Nietzsche-Gesellschaft ha portato anche alla creazione della Fondazione Friedrich Nietzsche (Friedrich-Nietzsche-Stiftung), che ha lo scopo di preservare il Memoriale di Nietzsche a Röcken, nonché la casa del filosofo e il relativo Centro di Documentazione Nietzsche (Nietzsche-Dokumentationszentrum) a Naumburg. Il Centro di documentazione Nietzsche fu inaugurato il 14 ottobre 2010 accanto alla casa di Naumburg.
Il direttore della fondazione è Andreas Urs Sommer, mentre il direttore del Centro di documentazione Nietzsche di Naumburg è Ralf Eichberg. Il centro ha lo scopo di presentare la ricezione di Nietzsche in tutta la sua ampiezza ed è anche la sede della fondazione.
La base del lavoro del centro è la Collezione Richard Frank Krummel, acquisita dalla città di Naumburg e considerata la più grande collezione privata sulla ricezione di Nietzsche nel XIX e XX secolo. Essa è documentata nell'opera in quattro volumi Nietzsche und der deutsche Geist (Nietzsche e lo spirito tedesco).
Dal 2012, il centro possiede il patrimonio dello studioso di Nietzsche Wolfgang Müller-Lauter. Nel 2013, furono aggiunti importanti contributi dello storico dell'arte Tilmann Buddensieg. Nel 2020, il patrimonio filosofico, scientifico e letterario e la biblioteca scientifica di Ludger Lütkehaus furono trasferiti al Centro di Documentazione Nietzsche, dove sono disponibili per la ricerca.